# Gastón Mieres
Pour les articles homonymes, voir Mieres.
Pas d'image ? Cliquez ici

a Compétitions nationales et continentales officielles uniquement.

b Matchs officiels uniquement.
Dernière mise à jour le 14 janvier 2023.
Gastón Mieres, né le 5 octobre 1989 à Punta del Este (Uruguay), est un joueur international uruguayen de rugby à XV évoluant principalement aux postes d'arrière et ailier. Il évolue avec Peñarol Rugby en Súper Rugby Américas depuis 2023.

## Carrière

### En club
Gastón Mieres commence le rugby avec le Lobos Rugby Club, qui est le seul club de rugby de sa ville natale de  Punta del Este, et qui dispute le championnat d'Uruguay.
Après plusieurs années à jouer au niveau amateur en Uruguay, il rejoint en 2014 le club italien du RC Valpolicella en Série A (deuxième division) pour une saison.
Au mois de novembre 2015, il est mis à l'essai par le club anglais de Coventry, évoluant en National League 1 (troisième division). Il signe ensuite un contrat portant jusqu'à la fin de la saison 2015-2016.
Au bout d'une saison en Angleterre, il retourne en Uruguay, et joue avec son ancien club du Lobos RC.
En 2019, il rejoint la franchise canadienne des Arrows de Toronto qui évolue en Major League Rugby. Après une saison où il joue dix matchs (pour six essais), il prolonge son contrat pour une saison supplémentaire,. Lors de la saison 2020, il n'a le temps que de disputer trois rencontres avant que la saison ne soit arrêtée à cause de la pandémie de Covid-19. Il voit tout de même son contrat prolongé pour une troisième saison, durant laquelle il inscrit cinq essais en treize matchs,. Il prolonge pour une quatrième saison en octobre 2021.
Après quatre saisons au Canada, il décide de rentrer en Uruguay, et s'engage avec Peñarol Rugby pour la saison 2023 de Súper Rugby Américas.

### En équipe nationale
Gastón Mieres a joué avec l'équipe d'Uruguay des moins de 20 ans en 2009, dans le cadre du championnat du monde junior.
Il fait ses débuts en équipe d'Uruguay en mai 2010, à l'occasion d'un match contre l'équipe du Brésil à Santiago.
Il joue aussi avec l'équipe d'Uruguay de rugby à sept à partir de 2012, disputant notamment les Coupes du monde 2013 et 2018.
En 2014, il participe à la qualification de son pays pour la coupe du monde 2015 lors des matchs de barrage aller-retour contre la Russie.
En 2015, il fait partie du groupe uruguayen sélectionné par Pablo Lemoine participer à la Coupe du monde en Angleterre. Il dispute quatre matchs dans cette compétition, contre le pays de Galles, l'Australie, les Fidji et l'Angleterre. Placé dans un groupe très difficile, l'Uruguay perd logiquement tous ses matchs et finit à la dernière place de sa poule.
Il joue le barrage aller-retour contre le Canada dans le cadre des qualifications de la zone Amériques pour la Coupe du monde 2019. Avec deux victoires, sur le score de 29-38 à Vancouver et de 32-31 à Montevideo, l'Uruguay décroche sa qualification pour la Coupe du monde 2019.
En 2019, il est retenu dans la liste de 31 joueurs pour disputer la Coupe du monde 2019 au Japon. Il dispute trois matchs lors de la compétition, dont la victoire historique contre les Fidji.
En octobre 2021, il participe à la qualification de son équipe pour la Coupe du monde 2023 lors d'une rencontre aller-retour contre les États-Unis,.

## Palmarès

### En équipe nationale
- 80 sélections.
- 85 points (17 essais).

- Participation aux Coupes du monde 2015 (4 matchs) et 2019 (3 matchs).